# Benthofascis biconica
Benthofascis biconica is een slakkensoort uit de familie van de Conorbidae. De wetenschappelijke naam van de soort is voor het eerst geldig gepubliceerd in 1903 door Hedley.